# Kokosov otok
Kokosov otok  (španjolski: Isla del Coco) je nenaseljeni otok 550 km ispred pacifičke obale Kostarike, koji čini 11. distrikt kantona Puntarenas u istoimenoj kostarikanskoj pokrajini.
Otok je okružen dubokim vodama u kojima obitavaju morski psi batovi, mante, tune, dupini i druge morke vrste koje privlače turiste ronioce. Ekstremno vlažna oceanska klima utjecala je na razvitak jedinstvenog ekosustava tropske kišne šume, jedini takve vrste u istočnom Tihom Oceanu koji se odlikama razlikuje od svakog otočja u ovom području (kao što su Galapagos, Malpelo ili Coiba). Zbog toga je upisan na UNESCO-ov popis mjesta svjetske baštine u Sjevernoj Americi 1997. godine kao „područje na udaru sjeverne ekvatorske protustruje koje je idealno za proučavanje bioloških procesa pomorskog života”. 

## Povijest
Otok je otkrio Juan Cabezas 1526. godine i na njemu su navodno pokopani piratski kapetani Benito Bonito, Henry Morgan i William Thompson. Zbog toga su nastale legende kako je na otoku pokopano i vrijedno piratsko blago. 
Navodno su ove legende bile inspiriracija za slavni Otok s blagom škotskog književnika Roberta Louisa Stevensona iz 1883. god. Također se vjeruje da je Michael Crichton imao na umu ovaj otok kada je pisao Jurski park 1990. god. 
Otok je od 1869. godine vlasništvo Kostarike i nakon neliko neuspješnih pokušaja kolonizacije razmatrano je pretvaranje otoka u zatvor, no odlučeno je ipak da se pretvori u nacionalni park, što je i učinjeno 1978. godine. Cijeli otok je postao UNESCO-ova svjetska baština 1997., što je prošireno i na pojas mora od 22 km od otoka 2001. godine.

## Odlike
Otok ima površinu od 23,85 km² i promjerom od oko 8–5 km x 23,3 km, skoro je pravokutnog oblika. Geološki se nalazi na jedinstvenoj tektonskoj ploči koja je nazvana prema otoku, Kokosova ploča, koju s istoka pritišće karipska ploča, te su potresi i cunamiji česta pojava. Obale su mu jako strme i uzdižu se gotovo okomito 200 m od površine mora. Jedina dva zaljeva s pješčanim plažama su Bahía Wafer i Bahía Chatham, a unutrašnjost je stjenovita sa slikovitim slapovima. Najviši vrh je 634 m visok Cerro Iglesias.
Bogatstvo biljnog svijeta svjedoči postojanje 70 endemskih vrsta biljaka na otoku. Također, od 87 vrsta ptica tri žive samo na ovom otoku: Kukavica kokosova otoka (Coccyzus ferrugineus), muholovka Nesotriccus ridgwayi i zeba Pinaroloxias inornata. Na obalama i grebenjima se također gnijezde čigre i morske ptice rodova Fregata i Sulidae,
Uz otok se proteže veliko koraljno grebenje od 32 vrste koralja (usprkos uplivu hladne Humboldtove struje) na kojima živi 57 vrsta rakova i 500 vrsta mekušaca, te oko 300 vrsta riba, koje privlače veliki broj morskih pasa i manti.

## Vanjske poveznice
- Službena stranica Kokosova otoka  Arhivirana inačica izvorne stranice od 9. travnja 2010. (Wayback Machine)
- Cocos Island moist forests (WWF) (engl.)
- Island of the Sharks - Legends and Lore (engl.)